# Carl-von-Ossietzky-Schule (Wiesbaden)
Die Carl-von-Ossietzky-Schule (CvO) ist eine gymnasiale Oberstufe in Wiesbaden, dessen Namensgeber der Schriftsteller Carl von Ossietzky ist.

## Geschichte
1978 wurde die heutige Schule als Oberstufengymnasium West in Wiesbaden-Klarenthal gegründet. 1989 erhielt das Gymnasium den heutigen Namen.

Seit Dezember 2019 trägt die Schule den Titel Schule ohne Rassismus – Schule mit Courage.

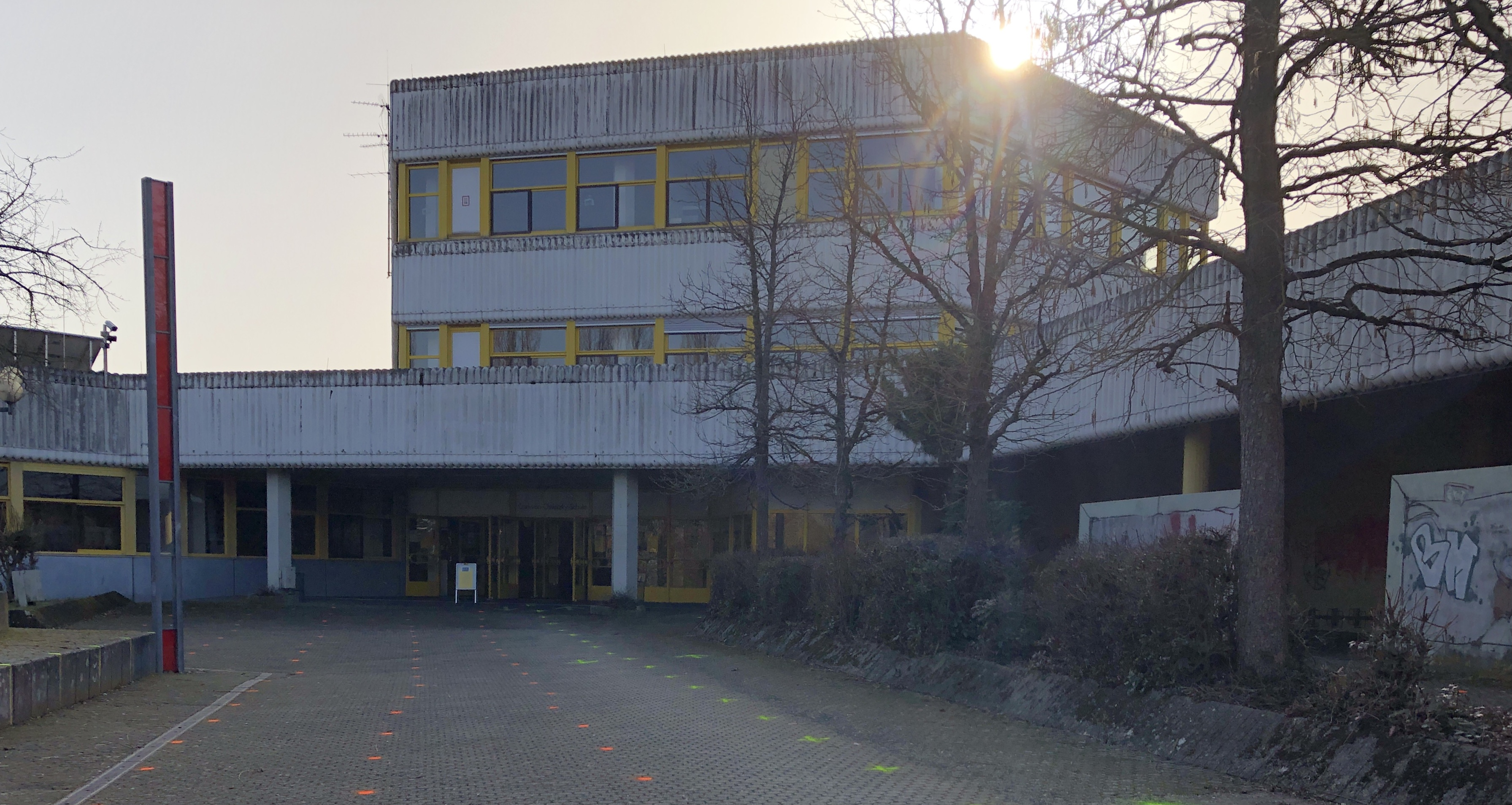
Altbau im Februar 2021

### Neubau
Die Überlegungen über einen Neubau der Schule starteten 2009. Das aus den 1970er Jahren stammende Gebäude erfüllte nicht mehr die Brandschutzanforderungen, eine nötige Sanierung lohnte sich nicht mehr. Zwischenzeitlich überlegte die Stadt Wiesbaden auch eine Zusammenlegung mit der Martin-Niemöller-Schule, hierüber wurde 2012 eine intensive schulpolitische Debatte geführt, die zugunsten des Ausbaus der CvO ausging und eine längere Planungsphase in Gang setzte. Im August 2017 wurde Bernd Mey aus Frankfurt a. M. beauftragt, die Baupläne zu entwerfen. Der Stil sollte sich dabei an der Entwurfsplanung des Stadtviertels nach Ernst May orientieren. Den ersten Spatenstich begleitete Oberbürgermeister Sven Gerich im Dezember 2018. Der Umzug selbst erfolgte im Herbst 2021, mit einer Einweihungsfeier im Beisein von Oberbürgermeister Gert-Uwe Mende und Kultusminister Alexander Lorz.

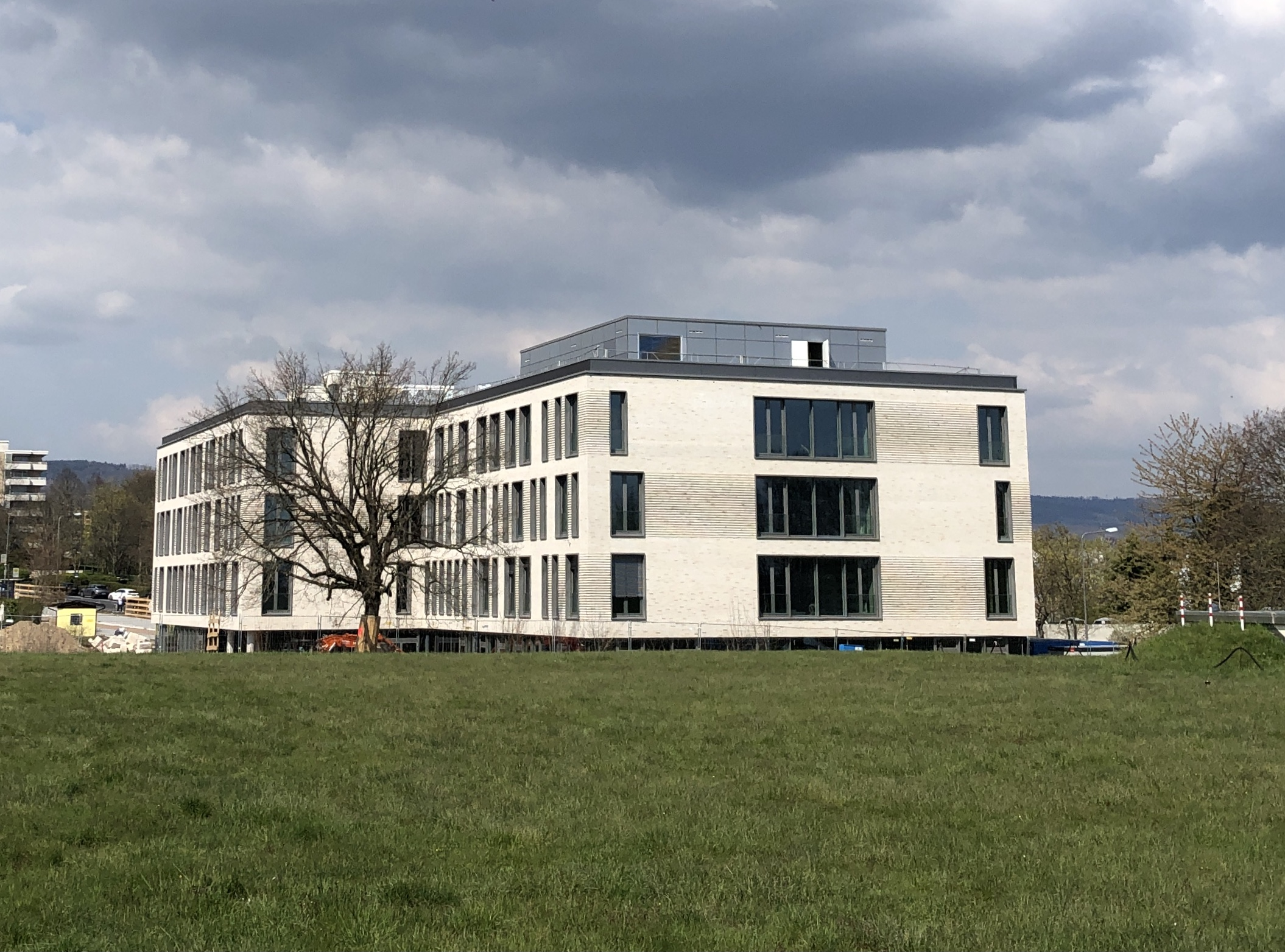
Neubau im April 2021, Blickrichtung Norden

Im März 2023 zeichnete der Bund Deutscher Architekten (BDA) in Hessen den Neubau der Carl-von-Ossietzky-Schule mit der Johann-Wilhelm-Lehr-Plakette aus.

### Austauschprojekte
Bereits 1984 wurde die Schule vom Land Hessen ausgewählt, um an einem Pilotprojekt des Bundes teilzunehmen. Es sollte ein Schüleraustausch zwischen der Bundesrepublik Deutschland sowie der Sowjetunion stattfinden. 1986 fand der erste Austausch deutscher Schüler nach Moskau statt. Sowohl sowjetische, als auch deutsche Medien berichteten hierüber. Bei dem Rückbesuch ein Jahr später, folgte eine erneute Aufmerksamkeit in den Medien, die Vision einer deutsch-russischen Schulpartnerschaft entstand. Diese Partnerschaft mit dem Linguistischen Gymnasium Nr. 1513 in Moskau, Russland, wurde nach einem regen Schriftverkehr (u. a. mit Michail Gorbatschow, Vertretern der UdSSR und dem damaligen deutschen Bundespräsidenten Richard von Weizsäcker) im Januar 1989 formell bestätigt. Infolge des russischen Überfalls auf die Ukraine ruhte die Austauscharbeit seit dem 24. Februar 2022. Ab dem Schuljahr 2023/2024 besteht eine neue Partnerschaft mit einer litauischen Schule, die den Gebrauch der russischen Sprache im Ausland auf EU-Gebiet ermöglicht.
Im Rahmen der Städtepartnerschaft zwischen Wiesbaden und Kfar Saba erfolgte 1987 die erste Studienfahrt nach Israel. Diese hatte das Ziel, schulische Beziehungen aufzubauen, insbesondere nachdem projektbezogene Arbeit im Schulcurriculum Geschichte aufgenommen wurde. Nach weiteren Studienfahrten folgte 1990 der Rückbesuch aus der Galili-High-School, zu diesem Anlass wurde die Schulpartnerschaft mit dieser Schule vereinbart. Trotz oft schwieriger Begleitumstände wird und wurde dieser Austausch regelmäßig gepflegt.
Seit 2011 ist die Schule außerdem Mitglied im European School Network (ESN). Die Austauschprojekte sollen die internationale Völkerverständigung stärken.

## Schulprofil

### Lehrangebot
Als reines Oberstufengymnasium werden nur die Einführungsphase (E-Phase; Klasse 11) sowie die Qualifikationsphase (Q-Phase; Klassen 12 und 13) unterrichtet, weshalb alle Schüler von Zubringerschulen kommen.
Bis auf Latein können die Fremdsprachen Französisch, Spanisch und Russisch neu begonnen sowie weitergeführt werden. Schwerpunkte in Kunst/Musik und Sport bereiten für den Leistungskurs in dem jeweiligen Fach vor. Weitere Schwerpunkte können mit den Naturwissenschaften Biologie, Chemie, Physik sowie Informatik gesetzt werden, aber auch fast alle weiteren an der gymnasialen Oberstufe unterrichteten Fächer können als Leistungskurs gewählt werden. Eine Besonderheit stellt die Möglichkeit für den Leistungskurs Sport dar, dieses Angebot ist eines der wenigen innerhalb Wiesbadens. Gleichzeitig werden Exkursionen oder Lesungen passend zu den Unterrichtsthemen vieler Leistungskurse veranstaltet. Es kann auch das DELF- und Cambridge-Sprachzertifikat erworben werden. Eine Besonderheit ist die Tradition der Mathematik-Nachhilfe, bei welcher sich die Schüler gegenseitig unterstützen.
Es gibt bei den Arbeitsgemeinschaften u. a. eine Theatergruppe, eine Schulband sowie einen Chor, welche bei Theaterstücken und den Tagen der offenen Tür gemeinsam auftreten.

### Anti-Rassismus und Demokratiebewegungen
Die Schule ist in langer Tradition an dem Reichspogromnacht-Gedenken am Wiesbadener Michelsberg beteiligt. Die Schwerpunktsetzung eines „Lernziels Engagement“ sowie die russische und israelische Schulpartnerschaften sorgen für ein ständiges Bewusstsein zum Nationalsozialismus und dessen Folgen. Letztere werden durch die regelmäßige Ladung von Zeitzeugen sowie historisch-politischer Experten greifbar. Mithilfe der Mitgliedschaft im European School Network werden international Projekte gegen Rassismus (School against Racism) organisiert. Auch im regulären Unterricht wird dieses Thema aufgegriffen.
Die Schule engagiert sich mit vielfältigen Veranstaltungen, z. B. durch Literaturlesungen oder auch besonders für demokratische Themen, indem vor Bundestags-, Landtags- und Europawahlen eine Podiumsdiskussion mit Politikern der antretenden Parteien veranstaltet werden. So wurde auch z. B. der SPD-Politiker Martin Schulz als EU-Parlamentspräsident empfangen. Des Weiteren wurde im Jahr 2021 vom ZDF an der CvO eine Preview zum ZDF-Film „Die Wannseekonferenz“ gezeigt. Im Juni 2023 folgte die Preview des ZDF-Films „Fünf Anläufe“ zur Demokratiegeschichte.

### Sonstiges
Der 1996 gegründete Förderkreis unterstützt die Schule durch finanzielle Mittel oder juristisch mit der Möglichkeit Verträge abschließen zu können.
Die Schule stellt bei Bedarf den Kontakt zu einer psychologischen Beratung her, eine sozialpädagogische Beratung ist durch eine unterrichtsbegleitende Unterstützung (UBUS-Kraft) vor Ort zu den Kernunterrichtszeiten gegeben.
Es bestehen außerdem verschiedene Partnerschaften zu anderen Institutionen, wie beispielsweise den Zubringerschulen IGS Alexej von Jawlensky sowie der Sophie-und-Hans-Scholl-Schule, aber auch zu der Hochschule RheinMain.